# Antoni (Chrapowicki)
Antoni, imię świeckie Aleksiej Pawłowicz Chrapowicki (ur. 5 marca?/17 marca 1863, zm. 10 sierpnia 1936 w Belgradzie) – rosyjski biskup prawosławny, filozof i teolog, metropolita kijowski i halicki, jeden z twórców i pierwszy zwierzchnik Rosyjskiego Kościoła Prawosławnego poza granicami Rosji.

## Życiorys

### Młodość i wczesna działalność
Urodził się w rodzinie szlacheckiej jako trzeci z czterech synów. Ukończył gimnazjum w Petersburgu, w czasie nauki uczestniczył jako wolny słuchacz w wykładach Władimira Sołowjowa i znał filozofię Fiodora Dostojewskiego. W 1881 rozpoczął studia w akademii duchownej w Petersburgu. Cztery lata później złożył śluby zakonne przed jej rektorem, biskupem Arseniuszem (Briancewem), i przyjął święcenia kapłańskie, przybierając imię Antoni.
Od 1886 wykładał homiletykę, liturgikę i prawo kanoniczne w seminarium duchownym w Chełmie. W 1888 uzyskał tytuł naukowy docenta i został inspektorem akademii petersburskiej. W 1890 otrzymał godność archimandryty i został rektorem Moskiewskiej Akademii Duchownej. W 1894 został przeniesiony na stanowisko rektora Kazańskiej Akademii Duchownej, które pełnił do 1900.

### Biskup
Od 1897 łączył to stanowisko z godnością biskupa pomocniczego eparchii kazańskiej – biskupa czeboksarskiego, a następnie czystopolskiego. W 1900 został biskupem ufimskim i mienzelińskim, a dwa lata później – arcybiskupem wołyńskim i żytomierskim.

### Działalność na Wołyniu. Zaangażowanie w akcję propagowania prawosławia w Galicji
Od 1903 prowadził korespondencję z greckokatolickim metropolitą Andrzejem Szeptyckim, w toku której obydwaj hierarchowie usiłowali przekonać się wzajemnie do dogmatycznych racji swoich wyznań. W jednym z listów kierowanym do biskupa Antoniego metropolita Szeptycki opisywał z podziwem proces odrodzenia rosyjskiego Kościoła Prawosławnego: "zaczyna się ruch umysłowy, kwitnie literatura duchowa, mnożą się prace naukowe, zaprowadza się porządek, którego dawno nie było, poprawiają się obyczaje duchowieństwa, wykorzeniają się nadużycia, Kościół niesłychanie szybko kształci się i wzmacnia duchowo, słowem zmartwychwstaje".
Z przekonania rosyjski nacjonalista; w 1905 współtworzył Związek Narodu Rosyjskiego, działając w jego wołyńskich strukturach. Podobnie jak cała organizacja wołyńska, angażował się w zwalczanie katolicyzmu na terenie swojej eparchii, występując przeciwko małżeństwom mieszanym prawosławno-katolickim i określając katolicyzm jako „duchową zarazę”. Twierdził, iż prawosławie od czasu zawarcia unii brzeskiej nieustannie pozostaje w stanie zagrożenia, zaś akt tolerancyjny z 1905 postrzegał jako narzędzie restytucji wpływów katolickich w Rosji. W 1907 odbył podróż do Galicji i na Bukowinę. W swoich publicznych wystąpieniach pod wpływem poczynionych wówczas obserwacji twierdził, iż wolność wyznania w Austro-Węgrzech jest pozorna, zaś prawosławni są poddawani prześladowaniom. Twierdził także, iż wyznawcy obrządku greckokatolickiego nie zdają sobie sprawy z różnicy między unią a prawosławiem i w rzeczywistości są tak samo prawosławni, jak mieszkańcy Wołynia. Apelował również o zintensyfikowanie rosyjskich wysiłków na rzecz propagowania prawosławia w Galicji. Działał na rzecz wspierania galicyjskich moskalofilów, był honorowym członkiem Galicyjsko-Russkiego Towarzystwa Dobroczynnego, w ramach którego występował z odczytami poświęconymi sytuacji wyznaniowej w Galicji. W 1913 zorganizował oddział Towarzystwa na Wołyniu i kierował jego pracami. Osobiście uczestniczył w rekrutacji młodych mężczyzn wyznania greckokatolickiego, którzy wyjeżdżali do rosyjskich seminariów duchownych, przyjmowali prawosławie i wracali do Galicji jako propagatorzy tego wyznania. Uzyskał również wsparcie finansowe rosyjskiego budżetu na ten cel. Wśród jego wychowanków byli czołowi agitatorzy moskalofilscy i prawosławni: ks. Maksym Sandowicz i ks. Ignacy Hudyma.
Zainicjował budowę soboru Trójcy Świętej w kompleksie Ławry Poczajowskiej, chcąc, by jej obiekty wyraźniej nawiązywały do architektury staroruskiej.
W polskiej prasie galicyjskiej Antoni (Chrapowicki) był przedstawiany jako człowiek „poniżający godność religii” z powodu całkowitego podporządkowania aktywności duszpasterskiej celom politycznym. Duchowny Kościoła katolickiego obrządku bizantyjsko-rosyjskiego Leonid Fiodorow zarzucał mu ogromną nienawiść wobec Polaków i katolików.
W latach 1906–1907 (do rezygnacji na własne życzenie) był jednym z przedstawicieli duchowieństwa w Radzie Państwa. W 1911 został wyróżniony prawem noszenia brylantowego krzyża na kłobuku, rok później wszedł w skład Świętego Synodu. Ostatecznie w 1914 wyznaczony arcybiskupem charkowskim i achtyrskim. Jego przeniesienie z katedry wołyńskiej mogło być efektem interwencji dyplomacji austriackiej, która zażądała od Rosji powstrzymania działalności hierarchy, stale angażującego się w problemy galicyjskie. Po wycofaniu się armii rosyjskiej z Galicji w 1916 po dwuletniej okupacji wschodniej części regionu przyjmował na ziemi charkowskiej uchodźców galicyjskich, którzy przyjęli prawosławie w okresie okupacji rosyjskiej.

### Po obaleniu caratu
Po rewolucji lutowej na żądanie części duchowieństwa eparchialnego oraz nowych władz został zdjęty z dotychczasowej katedry i odesłany do monasteru w Wałaam. Do stolicy wrócił na Sobór Lokalny, rozpoczęty 15 sierpnia 1917, jako przedstawiciel kleru zakonnego Rosji, i został ponownie wybrany biskupem Charkowa. Był jednym z trzech kandydatów na patriarchę Moskwy i całej Rusi (ostatecznie godność tę objął Tichon (Bieławin)).
30 maja 1918 został przeniesiony na urząd metropolity kijowskiego i halickiego. Poparł ruch białych; w 1919 był faktycznym zwierzchnikiem struktur cerkiewnych tworzonych na ziemiach czasowo pozostających pod kontrolą armii Denikina. W 1920, w miarę klęsk białych na południu Rosji, wyjechał z Rosji do Aten, jednak wrócił jeszcze we wrześniu 1920 na prośbę gen. Wrangla. Razem z nim ewakuował się po zdobyciu Krymu przez Armię Czerwoną w listopadzie 1920, udając się do Serbii. Na soborze w Sremskich Karlovcach został wybrany pierwszym hierarchą Rosyjskiego Kościoła Prawosławnego poza granicami Rosji.

### Zwierzchnik Rosyjskiego Kościoła Prawosławnego poza granicami Rosji
Zdecydowanie opowiadał się za czynnym zaangażowaniem prawosławnych po stronie Białych i w ruchu monarchistycznym. Krytykował politykę metropolity zachodnioeuropejskiego Eulogiusza, organizującego rosyjskich emigrantów wokół hasła apolityczności, oraz samego locum tenens tronu patriarszego Sergiusza (Stragorodskiego), gdy ten zdecydował się zrezygnować z czynnego oporu wobec władz ZSRR. W związku z tym 22 czerwca 1934 został zawieszony w czynnościach duchownych przez Rosyjski Kościół Prawosławny razem ze swoimi zwolennikami (tzw. „karlowczanie”). Do końca życia pozostał czynnym teologiem i publicystą, choć przez kilka ostatnich lat życia był już obłożnie chory.
Zmarł i został pochowany w Belgradzie. Jego następcą został jeden z jego najbliższych współpracowników, metropolita Anastazy (Gribanowski). Teksty metropolity Antoniego zebrał i opracował inny z jego współpracowników, biskup Nikon (Rklicki), który opracował również jego obszerną biografię.